# 카디스 CF
카디스 CF(Cádiz Club de Fútbol, S.A.D.)는 스페인 안달루시아 지방의 도시인 카디스를 연고로 하는 축구 클럽이다. 이 클럽은 1910년에 창단되었으며 현재 세군다 디비시온에서 활동하고 있다.

## 선수

### 현재 선수 명단
2023년 9월 1일 기준
참고: FIFA 자격 규정에 따라 소속된 국가대표팀 국기를 표시합니다. 선수는 복수의 FIFA 비회원국 국적을 가지고 있을 수 있습니다.
| 번호 | 포지션 | 국적     | 이름                       |
| ---- | ------ | -------- | -------------------------- |
| 1    | GK     |          | 헤레미아스 레데스마        |
| 2    | DF     |          | 호세바 살두아              |
| 3    | DF     |          | 팔리                       |
| 4    | MF     |          | 루벤 알카라스              |
| 5    | DF     |          | 빅토르 추스트              |
| 6    | MF     |          | 호세 마리 (주장)           |
| 7    | FW     |          | 루벤 소브리노              |
| 8    | MF     |          | 알렉스 페르난데스 (부주장) |
| 9    | FW     |          | 알바로 네그레도            |
| 10   | FW     | 우루과이 | 브리안 오캄포              |
| 11   | FW     |          | 이반 알레호                |
| 12   | MF     | 말리     | 로미니그 쿠아메            |
| 13   | GK     |          | 다비드 힐                  |
| 14   | DF     | 세네갈   | 모모 음바예                |

| 번호 | 포지션 | 국적       | 이름                                       |
| ---- | ------ | ---------- | ------------------------------------------ |
| 15   | DF     |            | 하비 에르난데스 (레가네스에서 임대)        |
| 16   | FW     |            | 크리스 라모스                              |
| 17   | MF     |            | 곤살로 에스칼란테                          |
| 18   | FW     | 베네수엘라 | 다르윈 마치스 (바야돌리드에서 임대)        |
| 19   | FW     |            | 세르지 과르디올라                          |
| 20   | DF     |            | 이사 카르셀렌                              |
| 21   | FW     |            | 로헤르 마르티                              |
| 22   | DF     |            | 호르헤 메레 (아메리카에서 임대)            |
| 23   | DF     |            | 루이스 에르난데스                          |
| 24   | MF     |            | 페데 산 에메테리오                         |
| 25   | FW     | 우루과이   | 막시 고메스 (트라브존스포르에서 임대)      |
| 27   | MF     |            | 로베르트 나바로 (레알 소시에다드에서 임대) |
| 33   | DF     |            | 루카스 피레스 (산투스에서 임대)            |

## 역대 감독
| 감독                  | 임기        |
| --------------------- | ----------- |
| 페르디난트 다우치크   | 1971        |
| 사비노 바리나가       | 1974 ~ 1975 |
| 엔리케 마테오스       | 1976 ~ 1977 |
| 마우리시오 펠레그리노 | 2024 ~      |